# Allée couverte et alignement de Saint-André
L'allée couverte et alignement de Saint-André, appelé aussi allée couverte des Kervès et alignement de la Forêt Saint-Aubin, est un ensemble de monuments mégalithiques, composé d'une allée couverte et d'un alignement mégalithique, situés sur la commune de Plédéliac dans le département des Côtes-d'Armor.

## Protection
L'ensemble fait l’objet d’un classement au titre des monuments historiques depuis le 26 août 1970.

## L'Allée couverte
L'allée couverte est ruinée. Elle mesure 23 m de longueur pour 2,10 m de largeur. Elle a fait l'objet d'une fouille de sauvetage de 1984 à 1986 dirigée par O. Kayser. Elle est constituée de quarante dalles en gabbro de Trégomar. Des vestiges du cairn ont été identifiés sur le côté ouest, ailleurs ils ont totalement disparus. Les orthostates se sont manifestement écroulés sur place. Au nord-est, il existe une cella terminale, adossée à la dalle de chevet de la chambre, dont le sol est empierré. Les trois orthostates du côté ouest de la cella sont reliés entre eux par un muret en pierres sèches. Côté est une dalle est demeurée en place et la fosse de calage d'une deuxième dalle a été reconnue.

## Alignement
L'alignement mégalithique est constitué d'une dizaine de blocs en gabbro de Trégomar, désormais tous renversés. Les pierres sont de formes très irrégulières et parfois assez volumineuses : un bloc triangulaire mesure 1,60 m de hauteur par 2,80 m de large et 0,50 m d'épaisseur, une dalle mesure 2,80 m de long pour 2 m de large.